# ابن عساکر
ابوالقاسم علی بن حسن دمشقی شهرت‌یافته به ابن عساکر (۱۱۰۵–۱۱۷۶م) محدث برجسته و تاریخ‌نگار شامی در سدهٔ ششم هجری بود که در حجاز، شام، خراسان و عراق حدیث آموخت و به «حافظ ابنِ عساکر» شهرت یافت؛ همانند حاکم نیشابوری و خطیب بغدادی، او نیز تاریخی برای دمشق و مشاهیر آن نگاشت.